# Анифо
Анифо (итал. Annifo) је насеље у Италији у округу Перуђа, региону Умбрија.
Према процени из 2011. у насељу је живело 275 становника. Насеље се налази на надморској висини од 818 м.